# 莊司宏太
莊司宏太（日语：／ Soushi Koutai，2000年5月22日—）是一名出生於日本東京都八王子市的職業棒球選手，效力於日本職棒東京養樂多燕子，主要守備位置為投手。

## 外部連結
- 莊司宏太在日本職棒（英语）